# Poemenesperus phrynetoides
Poemenesperus phrynetoides es una especie de escarabajo longicornio del género Poemenesperus, tribu Tragocephalini, subfamilia Lamiinae. Fue descrita científicamente por Jordan en 1894.
Se distribuye por República Democrática del Congo. Mide aproximadamente 16-20,5 milímetros de longitud. El período de vuelo ocurre en el mes de abril.